# Йоаметс, Танел
Та́нел Йо́аметс (эст. Tanel Joamets; род. 14 сентября 1968) — эстонский пианист.

## Биография
Учился в Тарту у Ану Антзона и Василия Веселова, затем в Таллине у Валдура Роотса, а также в Гилдхоллской школе музыки. В 1993 г. был лауреатом эстонского конкурса пианистов имени Грига, в 1994 г. лауреатом Эстонского Национального Конкурса пианистов, в 2000 г. получил пятую премию на Международном конкурсе пианистов имени Скрябина в Москве, удостоившись восторженных отзывов прессы: «Игра пианиста убеждала или вовлекала в спор, но никогда не оставляла зал равнодушным. Так было и в скрябинских миниатюрах, и в крупных полотнах Третьей, Четвёртой, Пятой, Девятой сонат композитора».
В репертуаре Йоаметса широкий круг произведений Скрябина, Рахманинова, Грига, Дебюсси, Шнитке, Эдуарда Тубина, Лепо Сумеры. Пианист много гастролирует по России, вплоть до Сахалина.
Кроме классического репертуара пианист часто играет джазовые импровизации.
Йоаметс преподаёт фортепиано в Эстонской академии музыки, и в Тартуском Музыкальном Училище имени Хейно Эллера.